# Giuseppe Steiner (Skilangläufer)
Josef „Giuseppe“ Steiner (* 23. August 1929 in Prags; † 1. April 2007 ebenda) war ein italienischer Skilangläufer.

## Werdegang
Steiner, der von 1957 bis 1966 der italienischen Skilanglaufnationalmannschaft angehörte und als Landwirt tätig war, startete international erstmals im Jahr 1957 in Garmisch-Partenkirchen und belegte im folgenden Jahr bei den Nordischen Skiweltmeisterschaften in Lahti den 25. Platz über 30 km, den 19. Rang über 15 km, den 18. Platz über 50 km sowie zusammen mit Federico Deflorian, Ottavio Compagnoni und Marcello De Dorigo den fünften Platz mit der Staffel. Bei seiner ersten Teilnahme an Olympischen Winterspielen zwei Jahre später in Squaw Valley lief er auf den 20. Platz über 15 km und erneut auf den fünften Platz mit der Staffel. Auch bei den Nordischen Skiweltmeisterschaften 1962 in Zakopane wurde er Fünfter mit der Staffel. Zudem kam er dort auf den 14. Platz über 30 km, auf den 12. Rang über 15 km und auf den achten Platz über 50 km. Bei den Olympischen Winterspielen 1964 in Innsbruck belegte er den 16. Platz über 30 km, den 12. Rang über 15 km und zusammen mit Marcello De Dorigo, Giulio Deflorian und Franco Nones den fünften Platz mit der Staffel. Im folgenden Jahr errang er den achten Platz beim Holmenkollen Skifestival. Letztmals international startete er bei den Nordischen Skiweltmeisterschaften 1966 in Oslo, wobei er im Lauf über 50-km auf den 14. Platz kam. Bei italienischen Meisterschaften siegte er viermal über 15 km (1957, 1958, 1961, 1963), jeweils zweimal über 50 km (1960, 1964) sowie mit der Staffel (1958, 1959) und einmal über 30 km (1958).